# Fernando Ferreira Botelho
Fernando Ferreira Botelho, mais conhecido como Fernandinho (Rio de Janeiro, 2 de março de 1913 - Rio de Janeiro, 28 de julho de 2018), foi um futebolista brasileiro que atuava como goleiro. Fernandinho foi o primeiro goleiro profissional da história do Flamengo, e também o último amador.

## Carreira

### Flamengo
Desde menino, Fernandinho vivia dentro do Flamengo, se tornando sócio do Clube em 1922 com 9 anos de idade. Começou sua carreira futebolística jogando como centro-médio, mas logo se transferiu para o gol, de onde não saiu mais
O Almanaque do Flamengo, de Roberto Assaf e Clóvis Martins, informa que fez 55 jogos pelo Mengão com 29 vitórias, 11 empates e 15 derrotas entre 1930 e 1934 (mas tornou-se profissional apenas em 1933. Antes disso, o esportista amador jogava de graça pelo clube). Sua estreia no time principal do Flamengo ocorreu em 20 de abril de 1930 (derrota para o Syrio e Libanez por 6 a 1). E sua última partida ocorreu no dia 1º de abril de 1934 (derrota para o rival Vasco por 5 a 2). Teve de abandonar o futebol em 1934 por conta de um problema no joelho.
Sua ligação com o Flamengo continuou até seus últimos dias de vida, já que ele era conselheiro vitalício do clube.

### Medicina e cirurgia
Em 1932 houve um Campeonato Acadêmico no Rio de Janeiro para estudantes universitários da cidade.
As Escolas que tinham vários jogadores dos Clubes do Rio, contaram com a cooperação dos times para que seus jogadores disputassem o chamado Campeonato Acadêmico, que foi um marco histórico, pois era a primeira vez que 8 Escolas Superiores se empenhavam na conquista de títulos em várias modalidades esportivas, e em especial o campeonato de futebol que era patrocinado pelo Jornal dos Sports.
Desta forma, na mesma época em que defendia o Fla, também se destacou no time da Medicina e Cirurgia.

## Hobbies
Fernandinho é um entusiasta do turfe desde menino, e, até os últimos dias de vida, fazia questão de assistir a performance de seus cavalos in loco.

## Morte, Velório e Homenagens
Fernandinho morreu no dia 28 de julho de 2018, aos 105 anos por conta de uma parada cardíaca, no Hospital São Lucas, em Copacabana. Seu corpo foi velado no Cemitério de São João Batista.
O Flamengo prestou homenagens ao atleta. O presidente do clube, Eduardo Bandeira de Mello, foi ao velório para dar apoio à família de Fernandinho, e encomendou um arranjo de flores com os dizeres: "Permanecerá para sempre em nossas memórias. Homenagens do Clube de Regatas do Flamengo." Além disso, no dia seguinte, o goleiro Diego Alves entrou em campo com o nome de Fernandinho em suas costas. Neste jogo também foi respeitado um minuto de silêncio em respeito à sua morte.

## Títulos
Flamengo
- 1927 - Campeão Carioca Juvenil (Invicto)
- 1930 - Campeão Carioca do Terceiro Quadro do Flamengo
- 1931 - Campeão Carioca do Segundo Quadro do Flamengo
- 1932 - Vice-Campeão Carioca do Primeiro Time do Flamengo
- 1932 - Taça Fidalga
- 1932 - Campeão da Taça Companhia Aliança da Bahia
- 1932 - Campeão do Troféu Interventor Federal da Bahia

Medicina e Cirurgia
- 1932 - Campeão Acadêmico Invicto do Rio de Janeiro pela Medicina e Cirurgia[9]
- 1934 - Campeão Acadêmico Invicto do Rio de Janeiro pela Medicina e Cirurgia

### Honrarias
- 2015 - Cidadão Benemérito da cidade do Rio de Janeiro.[10]